# Roger Zapfe
Roger Gunnar Zapfe, född 18 maj 1957, är en svensk entreprenör, kroppsbyggare och skådespelare.
Zapfe kommer från Simremarken, som ligger i utkanten av Trelleborg. Han var länge verksam som yrkesofficer med kaptensgrad inom ubåtsvapnet i flottan med kaptens grad men tjänstgjorde aldrig som fartygschef. Han mönstrade av 2005. Idag är han bosatt i Stockholm. Har även bott i Motala under flera års tid.
Han har också medverkat i ett par filmer, bland annat Hundtricket från 2002 och den svenska dramakomediserien Torpederna från 2014. Han är även med i musikvideon till Markoolios låt "Jag orkar inte mer!".
Han medverkade som gladiatorn Atlas i TV4:s program Gladiatorerna säsong 1-3 (1999–2002).
Under sommaren 2012 deltog Zapfe i den 14:e säsongen av "Fångarna på Fortet", tillsammans med Jörgen Kruth, Mårten Nylén och Johan "Plexus" Oldenmark i laget "Muskelkillarna", där de vann mot laget "Muskeltjejerna" som bestod av: Ann-Sofi Reisek, Heidi Andersson, Isabella de Salareff och Olga Rönnberg.
2021 deltog Zapfe i andra säsongen av ”Sveriges starkaste familj” på SVT. Hans familj blev dock utslagen i första avsnittet.